# ريمون إبراهيم
ريمون إبراهيم (بالإنجليزية: Raymond Ibrahim)‏ باحث أمريكي من أصل مصري (مواليد 1973)، هو أيضاً مترجم ومؤلف وكاتب عمود تخصص في التاريخ، مؤلف لكتابين «المصلوب مرة أخرى» وكتاب «قارئ تنظيم القاعدة».